# Otiorhynchus atronitens
Otiorhynchus atronitens (лат.) — вид долгоносиков-скосарей из подсемейства Entiminae.

## Описание
Жук длиной 7—8,5 мм. Задние голени самцов дуговидно изогнуты вперёд, без резко выступающего бугра на вершине переднего края. Задние бёдра самок слабо буравовидные, с небольшим зубцом. Надкрылья самок в профиль сильно выпуклые. Второй сегмент жгутика усиков у самцов явственно изогнут кнаружи, у самок почти прямой, у обоих полов тонкий, его толщина укладывается в длине 5—5,5 раза.